# Spello
Spello (Hispellum in latino) è un comune italiano di 8 236 abitanti della provincia di Perugia in Umbria.
Fa parte del circuito de I borghi più belli d'Italia e si fregia del marchio di qualità turistico-ambientale Bandiera arancione, conferito dal Touring Club Italiano.

## Geografia fisica
Spello è un comune che occupa il settore sud-orientale della provincia di Perugia, nella Valle Umbra. Il capoluogo si trova ad un'altitudine di 280 m s.l.m.
La superficie del comune si estende in montagna, collina e pianura. Il comune sorge, assieme alla vicina Assisi, sulle pendici occidentali della catena del Monte Subasio, nell'Appennino umbro-marchigiano.
Confina a nord con Assisi, a nord-est con Valtopina, a sud e sud-est con Foligno, a sud-ovest con Bevagna e ad ovest con Cannara.
- Classificazione climatica: zona D, 2075 GR/G

## Storia
(Gabriele D'Annunzio, Le città del silenzio, III)
Spello fu fondata dagli Umbri per poi essere denominata Hispellum in epoca romana; fu poi iscritta alla tribù Lemonia. Successivamente dichiarata "Colonia Giulia" da Cesare – da cui l'odierno soprannome di "Splendidissima Colonia Julia" – e ulteriormente "Colonia Julia Hispellium" da Augusto, poiché lo supportò nelle guerra di Perugia; dopo la vittoria di Augusto, lui stesso cedette a Hispellum buona parte dei territori governati da Perusia e il dominio della città spellana si estese fino alle sorgenti del Clitunno, che erano prima sotto il possesso di Mevania. Più tardi fu chiamata "Flavia Costante" da Costantino. L'antica Spello era considerata una delle più importanti città nell'Umbria romana.
I resti della cinta muraria, molto più ampia in passato di quanto possiamo ammirare oggi, attestano la grandezza che ebbe la città, così come i resti archeologici che la circondano. Devastante per Spello fu la discesa in Italia dei Barbari che la ridussero da popolosa città a povera borgata. In età longobarda e franca fece parte del ducato di Spoleto, per poi passare al Papato. La cittadina tuttavia, memore della prosperità e della relativa autonomia di cui godeva in epoca romana, non tardò a divenire libero Comune con proprie leggi. Nel 1516 il comune fu infeudato dal pontefice Leone X alla famiglia perugina dei Baglioni, cui appartenne fino al 1648.
Nel IV secolo Spello fu sede vescovile e nell'Alto Medioevo, con altre diocesi vicine e in seguito soppresse, fece parte per molto tempo della vasta diocesi di Spoleto. Dal 1772 Spello è invece integrata nella diocesi di Foligno.

### Simboli
Lo stemma è stato riconosciuto con DPCM del 6 marzo 1953.
Il gonfalone, concesso con DPR del 6 ottobre 1953, è un drappo partito di rosso e di bianco.

## Monumenti e luoghi d'interesse
- Anfiteatro romano di Spello
- Porta Consolare: ingresso principale della città romana, in calcare del Subasio, con torre quadrata medievale e tre statue marmoree repubblicane. Le statue funerarie furono aggiunte nel XVI secolo, provenienti dall'area dell'anfiteatro.[5]
- Mura augustee e porta Urbica: circa 1800 m., mostrano un tratto originale di circa 800 m. e sono tra le più significative cinte murarie d'Italia dell'epoca.
- Porta Venere e torri di Properzio: augustea, assai armoniosa, con due grandi torri dodecagonali romaniche.
- Porta dell'Arce o dei Cappuccini: romana, ingresso settentrionale alla città.
- Palazzo comunale, nel quale sono presenti iscrizioni romane, due ritratti di età Flavia, una biblioteca con mobilio di fattura veneziana e soprattutto il noto rescritto di Costantino datato 333-337 d.C., fontana esterna cinquecentesca con stemma di Giulio III.
- Palazzo Baglioni, in piazza della Repubblica, un tempo residenza della famiglia Baglioni di Perugia, signori di Spello fino al 1648.
- Palazzo Urbani, dotato di ballatoio ligneo con tettoia d'inizio Seicento.
- Cappella Tega, con affreschi dell'Alunno e della bottega dei Mazzaforte.
- Collegiata di Santa Maria Maggiore, che ospita, nella cappella Baglioni, affreschi del Pinturicchio (1500 circa-1501) e un pavimento di maioliche di Deruta ("Il frate", 1566). Prezioso e raro il Ciborio dell'altare maggiore, opera di Rocco da Vicenza (1515). La facciata originaria, del XIII secolo, fu completamente rifatta attorno alla metà del Seicento. L'interno presenta molti elementi barocchi fra cui un altare.
- Chiesa di Sant'Andrea, custodisce la Madonna in trono e santi di Pinturicchio e collaboratori, del 1506-1508.
- Chiesa di San Lorenzo Martire, con affreschi, tabernacolo del Quattrocento e tele seicentesche.
- Ex Oratorio di Sant'Antonio Abate, cinquecentesco, ancora conserva due affreschi dello stesso secolo: uno, presso quello che era l'altare maggiore con i Santi Antonio, Stefano e Sebastiano, è opera di Tommaso Bernabei detto il Papacello, databile all'inizio degli anni trenta del Cinquecento; l'altro a sinistra, con la Madonna col Bambino tra i santi Giovanni e Francesco, è attribuibile, negli stessi anni, forse a un collaboratore dello stesso Papacello.[6]
- Chiesa di San Claudio, nei dintorni della cittadina: chiesa romanica dell'XI secolo (forse costruita sopra un tempio dedicato a Saturno) avente all'interno affreschi del XIV secolo (Cola Petruccioli da Orvieto) e del XV secolo (Ignoto).
- Chiesa di San Girolamo
- Villa dei Mosaici: resti di una villa romana d'epoca tardo-imperiale, di cui rimangono pavimenti a mosaico molto ben conservati, oggi inseriti in una moderna struttura museale situata nella zona di Sant'Anna.[7][8]
- Villa Costanzi, più nota come Villa Fidelia, del Sei-Settecento, ospita ogni anno eventi e concerti.
- Pinacoteca civica e diocesana, situata nel Palazzo dei Canonici, possiede una collezione di opere che vanno dal Trecento al Novecento.

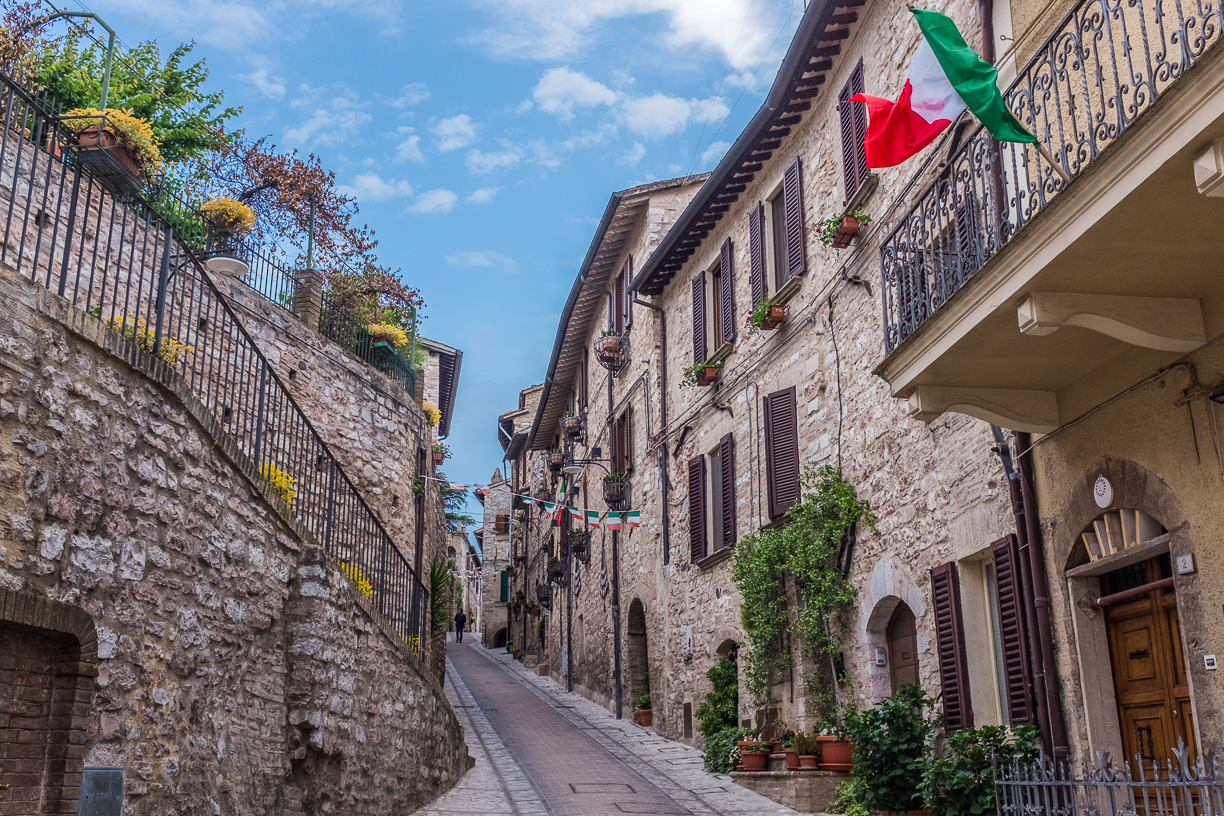
Via Cappuccini
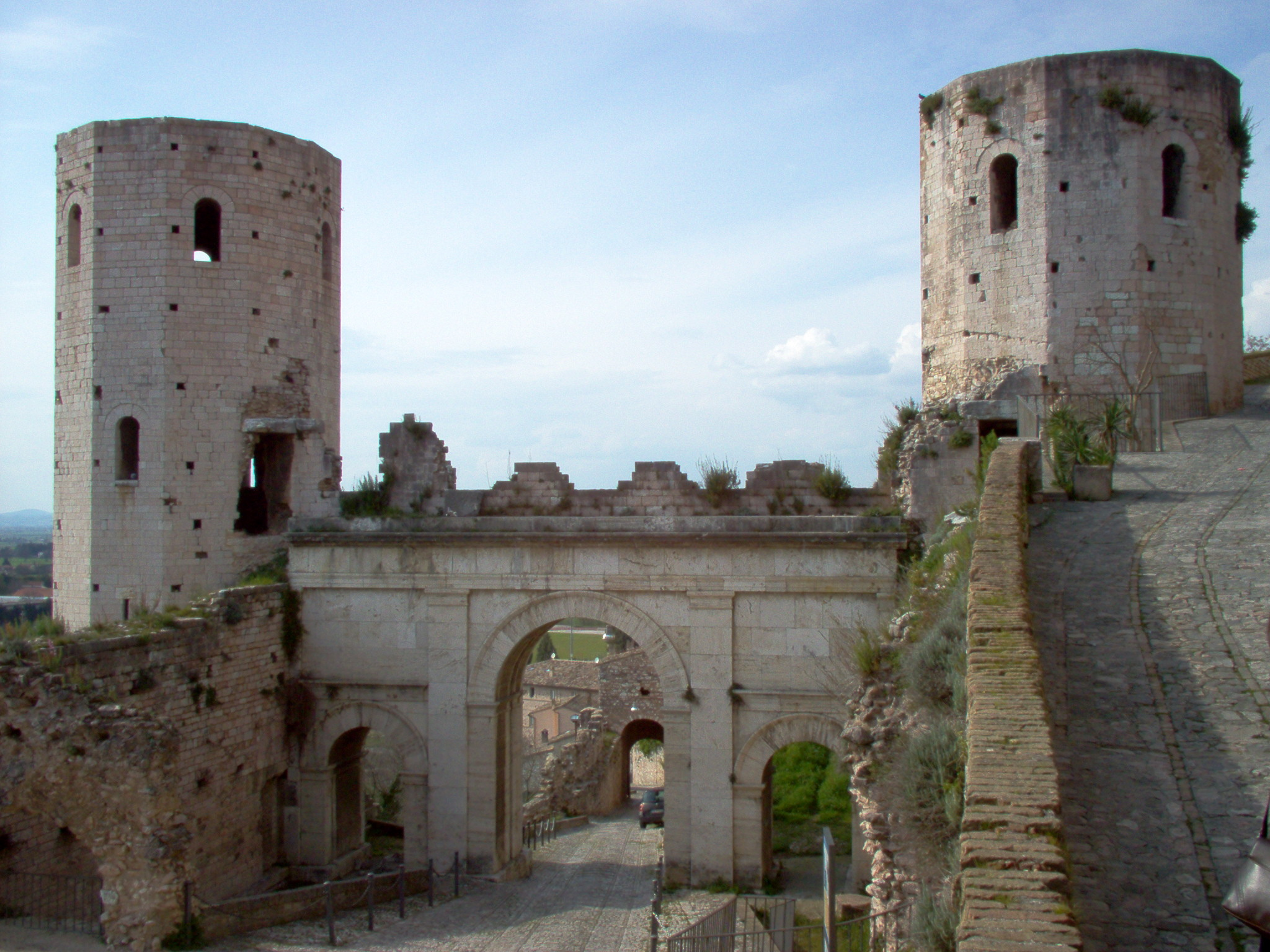
Porta di Venere, è una delle più integre porte in buone condizioni, giunta fino a noi
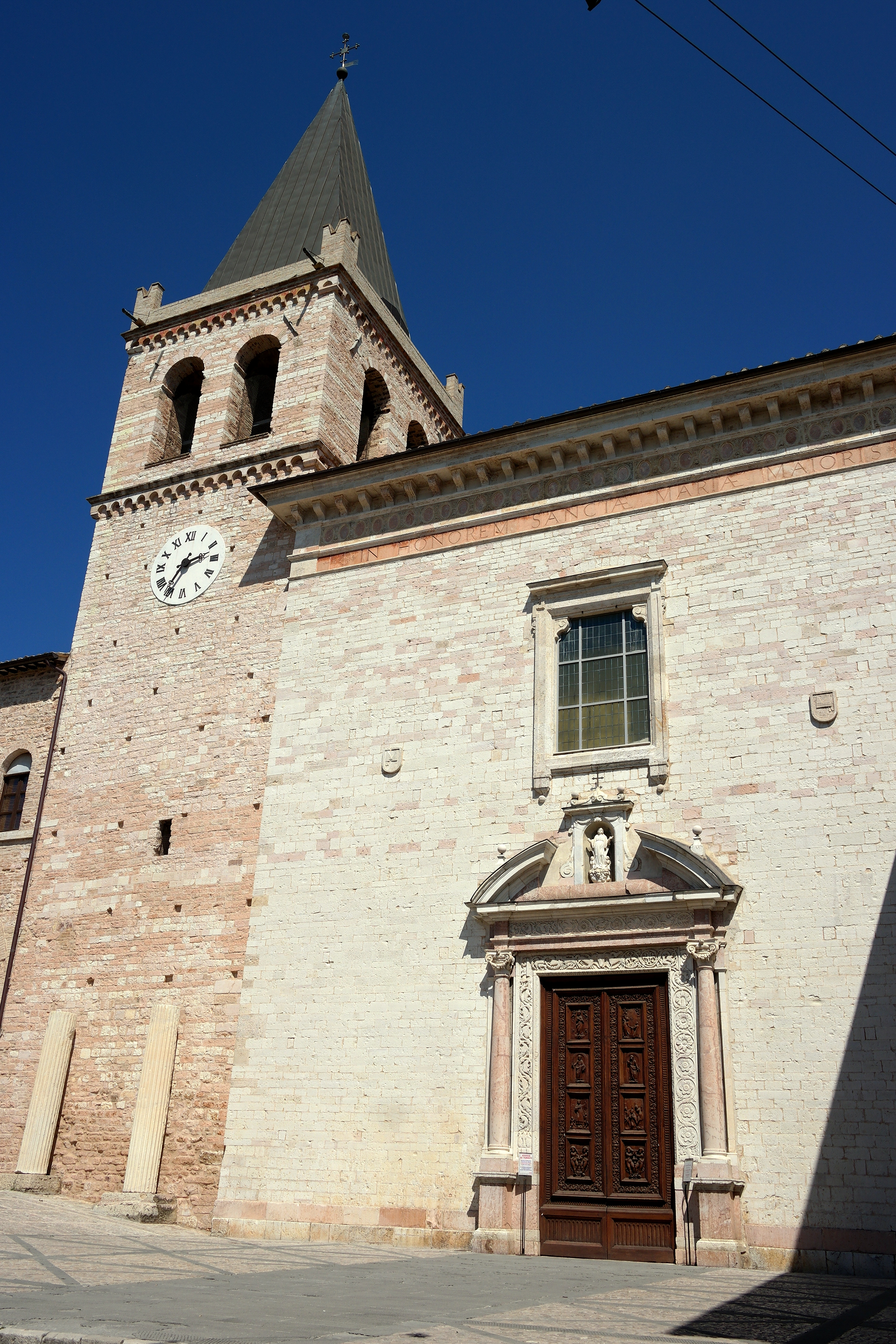
Collegiata di Santa Maria Maggiore
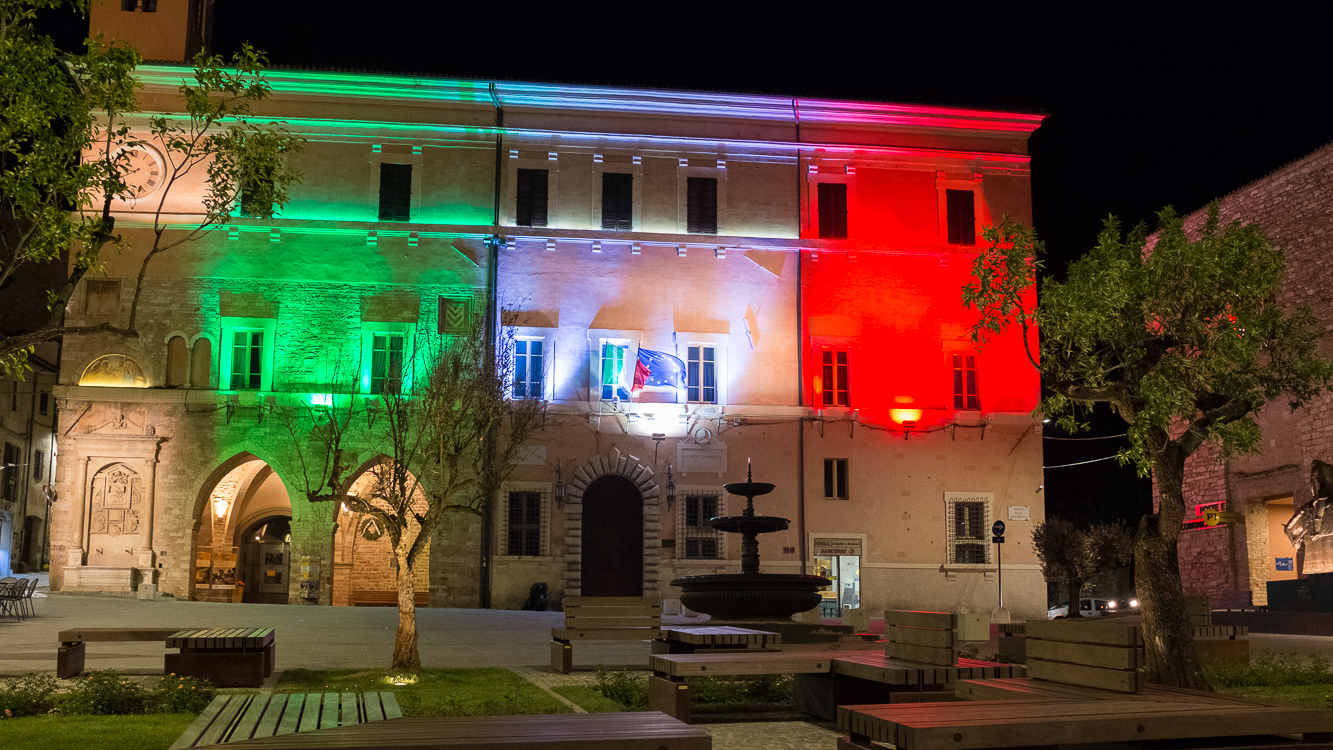
Palazzo Comunale illuminato con i colori della bandiera italiana

## Società

### Evoluzione demografica
Abitanti censiti

## Cultura

### Eventi

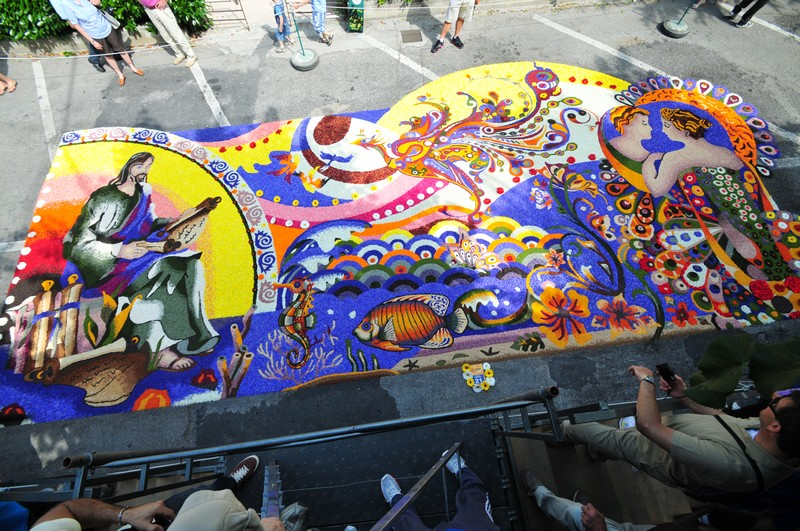
Infiorata di Spello

Le Infiorate di Spello hanno luogo ogni anno in coincidenza con la festa del Corpus Domini. Si tratta di una tradizionale manifestazione che consiste nel preparare tappeti fatti con fiori o parti di essi rappresentanti figurazioni e motivi ornamentali liturgici.

### Musei
- Pinacoteca civica

## Geografia antropica

### Terzieri
Il centro storico di Spello è suddiviso in tre terzieri, rispettivamente quello meridionale di Porta Chiusa, quello centrale di Mezota e quello settentrionale di Pusterola.

### Frazioni
Nel comune di Spello ci sono 8 frazioni: Acquatino, Capitan Loreto, Collepino, Crocefisso, Limiti, Ponte Chiona, San Felice e San Giovanni.

#### Capitan Loreto
Capitan Loreto è la frazione più a nord del comune di Spello e anche la più popolosa, infatti supera i 2 000 abitanti. Situata ai piedi del monte Subasio, confina con la frazione di Capodacqua nel comune di Assisi. Capitan Loreto è sede di molte attività industriali ed è servita dall'uscita "Spello Nord-Cannara" della strada statale 75 Centrale Umbra, che collega Perugia con il nodo viario di Foligno.

#### Ponte Chiona
Ponte Chiona, nome che prende dal ponte che attraversa l'omonimo torrente spellano, è la frazione più a sud del comune di Spello, con 181 abitanti. Si trova a ridosso del comune di Foligno, tant'è che i centri abitati di Ponte Chiona collimano con la periferia nord folignate.

#### San Giovanni
San Giovanni è un piccolo borgo abitato da 16 persone, situato tra l'antico castello di Collepino e la frazione assisana di Armenzano. Il borgo, ai piedi del Subasio, è collegato al capoluogo comunale dalla strada provinciale 249.

## Economia

### Artigianato
Tra le attività economiche più tradizionali, diffuse e attive vi sono quelle artigianali, come la lavorazione del lino, finalizzata alla realizzazione di tele caratterizzate da figure e temi presi dalla tradizione.

### Turismo
Spello è frequentata meta turistica. Oltre ad essere annoverata tra i borghi più belli d'Italia, fa parte dell'Associazione Nazionale Città dell'Olio.
In località Fontevecchia si trovano alcune sorgenti di acqua sulfurea note già dal Medioevo, oggi sede di stabilimenti termali e strutture di ricettività.

## Infrastrutture e trasporti

### Strade
La cittadina di Spello è servita da due uscite sulla SS75 Centrale Umbra: quella omonima di "Spello" all'altezza del centro abitato e quella di "Spello Nord" all'altezza della frazione di Capitan Loreto. L'arteria attraversa la Valle Umbra e funge da raccordo con la SS3 bis verso nord-ovest e con la SS3 Via Flaminia verso sud-est.

### Ferrovie
È presente la stazione ferroviaria omonima dedicata, sulla linea Terontola-Foligno.

### Aeroporti
A circa 20 km dal comune è presente l'Aeroporto di Perugia, dedicato a San Francesco d'Assisi.

## Amministrazione
| Periodo        | Periodo        | Primo cittadino   | Partito                                                       | Carica  | Note   |
| -------------- | -------------- | ----------------- | ------------------------------------------------------------- | ------- | ------ |
| 10 luglio 1985 | 24 giugno 1990 | Gino Bagliani     | Partito Comunista Italiano                                    | Sindaco | [ 14 ] |
| 5 luglio 1990  | 23 aprile 1995 | Gino Bagliani     | Partito Comunista Italiano Partito Democratico della Sinistra | Sindaco | [ 14 ] |
| 24 aprile 1995 | 13 giugno 1999 | Corrado Rosignoli | Partito Democratico della Sinistra                            | Sindaco | [ 14 ] |
| 14 giugno 1999 | 13 giugno 2004 | Corrado Rosignoli | Centro-sinistra                                               | Sindaco | [ 14 ] |
| 14 giugno 2004 | 7 giugno 2009  | Sandro Vitali     | Centro-sinistra                                               | Sindaco | [ 14 ] |
| 8 giugno 2009  | 26 maggio 2014 | Sandro Vitali     | Centro-sinistra                                               | Sindaco | [ 14 ] |
| 27 maggio 2014 | 26 maggio 2019 | Moreno Landrini   | Centro-sinistra                                               | Sindaco | [ 14 ] |
| 27 maggio 2019 | 8 giugno 2024  | Moreno Landrini   | Centro-sinistra                                               | Sindaco | [ 14 ] |
| 9 giugno 2024  | in carica      | Moreno Landrini   | Centro-sinistra                                               | Sindaco | [ 14 ] |

### Gemellaggi
- Accadia, dal 2008 (patto d'amicizia)
- Alfonsine, dal 1974
- Calamata (patto d'amicizia)
- Murça, dal 2012[15]
- Toritto, dal 2013

## Sport
La principale società calcistica cittadina è la Julia Spello, che ha disputato campionati dilettantistici regionali e due nazionali.